# Soulier d'or belge 2004
Le Soulier d'or 2004 est un trophée individuel, récompensant le meilleur joueur du championnat de Belgique sur l'ensemble de l'année 2004. Ceci comprend donc à deux demi-saisons, la fin de la saison 2003-2004, de janvier à juin, et le début de la saison 2004-2005, de juillet à décembre.

## Lauréat
Il s'agit de la cinquante-et-unième édition du trophée, remporté par le jeune défenseur du RSC Anderlecht Vincent Kompany. Il a seulement 18 ans quand il reçoit le Soulier d'Or des mains de Rik Coppens, premier lauréat cinquante ans plus tôt. Lancé dans l'équipe anderlechtoise très jeune, il s'y impose rapidement comme un titulaire indiscutable et fait figure de favori logique pour le trophée. Il obtient 507 points, soit à peine deux de moins que le record de Michel Preud'homme, mais il établit un record avec une avance de 403 points sur son dauphin, Luigi Pieroni. Ce dernier engrange tous ses points au premier tour grâce à son titre de meilleur buteur du championnat, mais son départ à l'étranger durant l'été fait qu'il n'en marque aucun au second tour. Le lierrois Marius Mitu complète le podium.

## Classement complet
| Place | Joueur                | Nationalité | Club(s)                             | Points |
| ----- | --------------------- | ----------- | ----------------------------------- | ------ |
| 1.    | Vincent Kompany       |             | RSC Anderlecht                      | 507    |
| 2.    | Luigi Pieroni         |             | Excelsior Mouscron / AJ Auxerre     | 104    |
| 3.    | Marius Mitu           |             | Lierse SK                           | 70     |
| 4.    | Christian Wilhelmsson |             | RSC Anderlecht                      | 70     |
| 5.    | Bosko Balaban         |             | FC Bruges                           | 69     |
| 6.    | Mbo Mpenza            |             | Excelsior Mouscron / RSC Anderlecht | 55     |
| 7.    | Philippe Clement      |             | FC Bruges                           | 51     |
| 8.    | Timmy Simons          |             | FC Bruges                           | 50     |
| 9.    | Nastja Ceh            |             | FC Bruges                           | 42     |
| 10.   | Émile Mpenza          |             | Standard de Liège / Hambourg SV     | 39     |
| 11.   | Jonathan Blondel      |             | Tottenham / FC Bruges               | 37     |
| 12.   | Silvio Proto          |             | La Louvière                         | 33     |
| ==.   | Bertrand Laquait      |             | Sporting Charleroi                  | 33     |
| 14.   | Dany Verlinden        |             | FC Bruges                           | 21     |
| 15.   | Gert Verheyen         |             | FC Bruges                           | 18     |
| 16.   | Grégory Dufer         |             | Sporting Charleroi / Caen           | 17     |
| 17.   | Aruna Dindane         |             | RSC Anderlecht                      | 16     |
| 18.   | Oguchi Onyewu         |             | La Louvière / Standard de Liège     | 15     |
| 19.   | Peter Van der Heyden  |             | FC Bruges                           | 9      |
| ==.   | Tomislav Butina       |             | FC Bruges                           | 9      |
| 21.   | Sérgio Conceição      |             | FC Porto / Standard de Liège        | 7      |
| 22.   | Frédéric Herpoel      |             | La Gantoise                         | 6      |
| 23.   | Dimitri De Condé      |             | KVV Heusden-Zolder / KRC Genk       | 5      |
| ==.   | Gaëtan Englebert      |             | FC Bruges                           | 5      |
| ==.   | Marco Né              |             | KSK Beveren                         | 5      |
| 26.   | Walter Baseggio       |             | RSC Anderlecht                      | 4      |
| ==.   | Mbark Boussoufa       |             | La Gantoise                         | 4      |
| ==.   | Roberto Bisconti      |             | Standard de Liège                   | 4      |
| 29.   | Gideon Imagbudu       |             | Antwerp                             | 3      |
| ==.   | Carl Hoefkens         |             | Germinal Beerschot                  | 3      |
| ==.   | Orlando Engelaar      |             | NAC Breda / KRC Genk                | 3      |
| ==.   | Kurt Van Dooren       |             | Germinal Beerschot                  | 3      |
| ==.   | Jan Moons             |             | KRC Genk                            | 3      |
| ==.   | Romaric               |             | KSK Beveren                         | 3      |
| 35.   | Yves Feys             |             | Antwerp                             | 2      |
| ==.   | Arthur Boka           |             | KSK Beveren / RC Strasbourg         | 2      |
| ==.   | Jonathan Walasiak     |             | Standard de Liège                   | 2      |
| ==.   | Wamberto              |             | RAEC Mons / Standard de Liège       | 2      |
| ==.   | Ibrahim Kargbo        |             | Sporting Charleroi                  | 2      |
| ==.   | Moussa Sanogo         |             | KSK Beveren                         | 2      |
| ==.   | Tristan Peersman      |             | RSC Anderlecht                      | 2      |
| ==.   | Rune Lange            |             | FC Bruges                           | 2      |
| ==.   | Geoffrey Toyes        |             | AS Nancy / La Louvière              | 2      |
| ==.   | Ivica Dragutinović    |             | Standard de Liège                   | 2      |
| 45.   | Didier Zokora         |             | KRC Genk / Saint-Étienne            | 1      |
| ==.   | Oleg Iachtchouk       |             | RSC Anderlecht                      | 1      |
| ==.   | Harald Pinxten        |             | Antwerp                             | 1      |
| ==.   | Thomas Chatelle       |             | KRC Genk                            | 1      |
| ==.   | Benjamin De Ceulaer   |             | Saint-Trond VV                      | 1      |
| ==.   | Mario Espartero       |             | FC Metz / La Louvière               | 1      |
| ==.   | Karel Geraerts        |             | KSC Lokeren / Standard de Liège     | 1      |
| ==.   | Paul Okon             |             | Vicenza Calcio / KV Ostende         | 1      |
| ==.   | Faris Haroun          |             | KRC Genk                            | 1      |
| ==.   | Mohammed Tchité       |             | Standard de Liège                   | 1      |
| ==.   | Cadu                  |             | Vasco da Gama / Germinal Beerschot  | 1      |
| ==.   | Stephen Laybutt       |             | Excelsior Mouscron / La Gantoise    | 1      |
| ==.   | Mustapha Oussalah     |             | La Gantoise / KAS Eupen             | 1      |

## Sources
- (nl) Cet article est partiellement ou en totalité issu de l’article de Wikipédia en néerlandais intitulé « Belgische Gouden Schoen 2004 » (voir la liste des auteurs).